# Gozd groze
Gozd groze (izviren angleški naslov: The Forest) je ameriška nadnaravna grozljivka iz leta 2016, delo režiserja Jasona Zadaa. Scenarij so napisali Ben Ketai, Nick Antosca in Sarah Cornwell. V filmu igrata Natalie Dormer in Taylor Kinney. Zgodba sledi mladi ženski, ki odpotuje v gozdove Aokigahare (gozd samomorov), da bi našla svojo sestro. Film je izdala distribucija Gramercy Pictures 8. januarja 2016 v ZDA.

## Vsebina
Večina zgodbe je postavljena v gozd Aokigahara severozahodno od gore Fudži. Gozd je priljubljena lokacija za samomore. 
Američanka Sara Price (Natalie Dormer), prejme telefonski klic japonske policije, ki meni da je njena problematična sestra dvojčica Jess mrtva, saj so jo videli oditi v gozd Aokigahara. Kljub nasprotovanju svojega zaročenca Roba (Eoin Macken) odpotuje na Japonsko in prispe v hotel, kjer je prenočila njena sestra.
V hotelu Sara spozna novinarja Aidena (Taylor Kinney). Skupaj popivata in Sara mu pove, da so njeni starši umrli v prometni nesreči, katero je Jess videla, Sara pa ne. Aiden jo povabi, da gre z njim in vodičem Michiem v gozd, kjer lahko najde svojo sestro.
Ko trojica vstopi v Aokigaharo, Sari Michi pove, da se je Jess po vsej verjetnosti ubila. Sara to zavrne, saj meni da lahko kot njena dvojčica čuti, da je še vedno živa. Globoko v gozdu skupina najde rumen šotor, katerega Sara prepozna kot Jessinega. Ko se začne mračiti, Michi predlaga, da pustijo sporočilo za Jess in odidejo. Sara to zavrne in Aiden se odloči prespati z njo v gozdu.
To noč Sara sliši šumenje, in ker meni da je Jess, se jo odpravi v gozd poiskat. Najde Japonko Hoshiko, ki trdi da pozna Jess. Dekle ji pove, naj ne zaupa Aidenu in zbeži, ko zasliši njegov glas. Sara ji skuša slediti, vendar pade in jo izgubi.
Naslednji dan se Aiden in Sara izgubita, zato tavata po gozdu. Ker Sara postane preveč sumničava, zahteva Aidenov telefon, na katerem najde sliko Jess. Aiden zanika kakršnokoli povezavo z Jess, vendar Sara sama zbeži v gozd. Med bežanjem sliši glas, ki ji govori, naj se obrne. Ko se obrne, za sabo opazi obešeno truplo, zato steče naprej. Nato pade v podzemno jamo in izgubi zavest. Ko se kasneje zbudi, opazi v jami Hoshiko, za katero se izkaže da je yūrei. Hoshiko se nato spremeni v demonsko podobo. Iz jame jo nato reši Aiden in jo prepriča, da pot nadaljujeta skupaj.
Aiden pripelje Saro do stare oskrbniške postaje, ki jo je našel medtem, ko jo je iskal. Sara zasliši Jessin glas v kleti in ugotovi, da jo je Aiden imel ves čas tam zaprto. Ker meni, da je Aiden krivec za vse, ga zabode s kuhinjskim nožem. Vendar kmalu ugotovi, da sta bili slika na njegovem telefonu in glas iz kleti le privida.
V kleti Sara podoživi noč, ko sta umrla njena starša. Takrat njen oče zagrabi Saro, vendar mu ona uspe odrezati prste in pobegniti. Steče v gozd, kjer opazi Jess, ki teče proti lučem iskalne odprave. Sestro pokliče, vendar se ona ne odzove. Ugotovi, da je njen beg iz oskrbniške postaje bil le še en privid. Ugotovi, da je s tem ko je odrezala prste svojemu očetu, sebi prerezala žile na zapestju in zdaj umira v kleti. V tistem trenutku yūrei povleče Saro. Jess, katero živo najde reševalna odprava, meni, da je Sara mrtva, saj ne čuti več njenega življenja v sebi. Ko reševalna odprava odide, Michi strmi v podobo, za katero se izkaže, da je Sarin duh.

## Igralci
- Natalie Dormer kot Sara in Jess Price
- Taylor Kinney kot Aiden
- Eoin Macken kot Rob
- Stephanie Vogt kot Valerie
- Yukiyoshi Ozawa kot Michi
- Rina Takasaki kot Hoshiko
- Noriko Sakura kot Mayumi
- Yûho Yamashita kot Sakura